# Liste des acronymes rabbiniques
Depuis le Moyen Âge, de nombreux rabbins éminents, ainsi que des hommes de lettres célèbres, sont désignés en hébreu par leur acronyme.  
Certains érudits, tel que Rachi, sont ainsi plus connus sous leur nom abrégé que sous leur nom véritable. 
La liste suivante, classée d'après l'alphabet hébraïque, donne les noms et acronymes des plus connus. 
En entrée,  R / ר est mis pour Rabbi (רבי),  MaHaR / מהר pour Morenu ha-gadol Rabbi (     רבי הגדול מורנו  / notre grand maître rabbin); 
"a" (et les autres voyelles) ne sont souvent que des voyelles de liaison,  uniquement ajoutées pour relier les unes aux autres des consoles imprononçables.  
| Acronyme en écriture hébraïque | Acronyme en écriture latine | Nom complet                                                                          | Personne / Dates de naissance/décès                                |
| ------------------------------ | --------------------------- | ------------------------------------------------------------------------------------ | ------------------------------------------------------------------ |
| אב"ג                           | ABaG                        | Abraham Bär Gottlober                                                                | Abraham Bär Gottlober (1810-1899) (autre pseudonyme: Mahalalel)    |
| אמ"ד                           | AMaD                        | Ayzik Meier Dick                                                                     | Eisik Meir Dick (1807-1893)                                        |
| האר"י                          | Haari / Ari / HaArI         | Ha (= article) Ashkenazi Rabbi Jsaak ou Adonenu Rabbi Isaac (Notre Maître Isaac)     | Isaac Louria (1534-1572)                                           |
| הראי"ה                         | Haraajah / HaRaAJaH         | Ha (= article) Rav Avraham Jitzchaq ha-Kohen [Kook]                                  | Abraham Isaac Kook (1865-1935)                                     |
| חיד"א                          | Chida                       | Chaim Joseph David ben Isaac Zerachia Azoulay                                        | Haïm Joseph David Azoulay (1724-1807)                              |
| מהרי"ל                         | Maharil/ MaHaRIL            | Moreinu ha-gadol Rav Jakob [ben Mosche] ha-Levi Moelin                               | Jacob Moelin (décès: 1427)                                         |
| מהר"ל                          | Maharal / MaHaRaL           | Moreinu ha-gadol Rav Loew – Notre enseignent, le Rav Loew                            | Juda Loew ben Bezalel (vers 1520-1609)                             |
| מהר"ם                          | Maharam / MaHaRaM           | Moreinu ha-gadol Rav Meir [ben Baruch] me- (hébreu pour: de) Rothenbourg             | Meïr de Rothenburg (décès: 1293)                                   |
| מהרש"ל                         | Maharschal / MaHaRSCHaL     | Morenu ha-gadol Rabbi Shlomo Luria                                                   | Shlomo Louria (vers 1510-1573)                                     |
| מלבי"ם                         | Malbim                      | Meir Löw ou encore: Leibusch ben Jechiel Michael Weiser                              | Malbim (1809-1879)                                                 |
| ראב"ן                          | Raban / RABaN               | Rabbi Elieser ben Natan                                                              | Eliezer ben Nathan (1090-1170)                                     |
| ראב"ע                          | Raaba                       | Rabbi Abraham ibn Esra                                                               | Abraham ibn Ezra (vers 1092-1167)                                  |
| רא"ה                           | Raah / Ra'AH                | Rabbi Aharon ha-Levi                                                                 | Aaron Halevi (1235-1290)                                           |
| רב״ש                           | Rabasch                     | Rabbi Baruch Schalom ha-Levi Aschlag                                                 | Baruch Ashlag (1907-1991)                                          |
| רד"ל                           | Radal / RaDaL               | Rabbi David Luria                                                                    | David Louria (1798-1855)                                           |
| רד"ק                           | Radak / RaDaQ               | Rabbi David Qimchi / Kimchi                                                          | David Kimhi (1160-1235)                                            |
| ריב"ל                          | RIBaL                       | Rabbi Isaac Bär Levinsohn                                                            | Isaac Bär Levinsohn (1788-1860)                                    |
| ריב"ש                          | Rivasch / RIVaSCH           | Rabbi Jitzchak ben Scheschet                                                         | Isaac ben Sheshet                                                  |
| ריה"ל                          | Rihal / RIHaL               | Rabbi Juda ha-Levi                                                                   | Juda Halevi                                                        |
| ריטב"א                         | Ritva / RITVA               | Rabbi Jom Tov ben Avraham Asevilli                                                   | Yom Tov Assevilli (1250-1330)                                      |
| ריי"ץ                          | Rayatz                      | Rabbi Yosef Yitzchak                                                                 | Yosef Yitzchok Schneersohn (1880-1950)                             |
| רי"ף                           | Rif / RIF                   | Rabbi Jitzchak Alfasi (Fasi = Fès, Alfasi = "de Fès")                                | Isaac ben Jacob Alfassi (1013-1103)                                |
| רלב"ג                          | Ralbag / RaLBaG             | Rabbi (il n'a jamais été rabbin) Levi ben Gerschon                                   | Levi ben Gershom connu aussi sous le nom de Gersonide (1288-1344)  |
| רמ"א                           | Rema / auch: Remu / ReMa    | Rabbi Moses Isserles (Isserles s'écrit en hébreu avec l'initiale Aleph)              | Moïse Isserles (1525-1572)                                         |
| רמב"ם                          | Rambam / RaMBaM             | Rabbi Mosche ben Maimon                                                              | Moïse Maïmonide (1138-1204)                                        |
| רמב"ן                          | Ramban / RaMBaN             | Rabbi Mosche ben Nahman                                                              | Moshe ben Nahman, connu aussi sous le nom de Nahmanide (1194-1270) |
| רמב"ע                          | Ramba / RaMBa'              | Rabbi Mosche ibn [ben] Esra                                                          | Moïse ibn Ezra (um 1055-1138)                                      |
| רמ"ד                           | Ramad / RaMaD               | Rabbi Mosche Dessoi ("Moses de Dessau")                                              | Moses Mendelssohn (1729-1786)                                      |
| רמ"ה                           | Ramah / RaMaH               | Rabbi Meir ben Todros ha-Levi Abulafia                                               | Meïr Aboulafia (vers 1165-1244)                                    |
| רמח"ל                          | Ramhal / RaMCHaL            | Rabbi Mosche Chaim Luzzatto                                                          | Moché Haïm Luzzatto (1707-1746)                                    |
| רמ"ק                           | Ramaq / RaMaQ               | Rabbi Mose [ben Jakob] Cordovero ("Cordovero" s'écrit en hébreu avec l'initiale Qof) | Moïse Cordovero (1522-1570)                                        |
| רמ"ק                           | Remak                       | Rabbi Moses Kimhi                                                                    | Moïse Kimhi (décès: 1190)                                          |
| ר"ן                            | Ran / RaN                   | Rab Nissim                                                                           | Nissim Gerondi (décès: 1375)                                       |
| רס"ג                           | Rassag / RaSaG              | Rabbi Saadia [ben Joseph] Gaon                                                       | Saadia Gaon (882-942)                                              |
| ר"ש                            | Rasch (miSenz)              | Rabbi Schimschon (miSenz)                                                            | Samson de Sens (vers 1150-1230)                                    |
| רשב"א                          | Rashba / RaSHBA             | Rabbi Schlomo ben Adret                                                              | Salomon ben Aderet (1235-1310)                                     |
| רשב"י                          | Rashbi                      | Rabbi Shimon ben Jochai                                                              | Rabbi Shimon bar Yohaï (IIe siècle)                                |
| רשב"ם                          | Rashbam / RaSHBaM           | Rabbi Schmuel ben Meir                                                               | Shmouel ben Meïr (vers 1085-vers 1158)                             |
| רשב"ץ                          | Rashbatz / RaSHBaTS         | Rabbi Shimon ben Tsemah                                                              | Shimon ben Tsemah Duran (1361-1444)                                |
| רש״ג                           | Rashag / Rachag             | Rabbi Shrira Gaon                                                                    | Chérira Gaon (vers 906-vers 1006)                                  |
| רש"י                           | Rachi                       | Rabbi Shlomo Yitzchaki                                                               | Rachi (1040-1105)                                                  |
| שד"ל                           | Shadal / SHaDaL             | Schmuel David Luzzatto                                                               | Samuel David Luzzatto (1800-1865)                                  |
| שי"ר                           | Shir                        | Schlomo Jehuda Löw Rapoport                                                          | Solomon Judah Loeb Rapoport (1790-1867)                            |
| שפ"ר                           | Schepher / SchePheR         | Schaul Pinchas Rabbinowicz                                                           | Saül Pinchas Rabbinowicz (1845-1910)                               |

- (de) Cet article est partiellement ou en totalité issu de l’article de Wikipédia en allemand intitulé « Liste rabbinischer Akronyme » (voir la liste des auteurs).